# LEGO Star Wars
LEGO Star Wars è una linea tematica di prodotti LEGO dedicata all'universo cinematografico fantascientifico di Guerre stellari ed introdotta sul mercato a partire dal 1999. Ad oggi, sono stati realizzati 873 set.
In origine era concesso in licenza solo dal 1999 fino al 2008, ma il Gruppo LEGO ha esteso la licenza con Lucasfilm più volte: prima al 2011, poi fino al 2016 e poi ancora fino al 2022 ed infine fino al 2032.
In collaborazione con la Traveller's Tales è stata inoltre sviluppata una serie di videogiochi i cui livelli ricalcavano le due trilogie cinematografiche e la serie delle Guerre dei cloni.
Il brand ha generato sei videogiochi, sviluppati dalla Traveller's Tales: LEGO Star Wars: Il videogioco (2005), LEGO Star Wars II: La trilogia classica (2006), LEGO Star Wars: La saga completa (2007), LEGO Star Wars III: The Clone Wars (2011), LEGO Star Wars: Il risveglio della Forza (2016), LEGO Star Wars: La saga degli Skywalker (2022). Sono state realizzate anche molte produzioni televisive e cortometraggi.

## Sviluppo
(Jay Bruns, direttore del Global licensing del gruppo LEGO)
I designer di LEGO Star Wars hanno rivelato come hanno "cambiato strategia" per trasformare le mini-figure popolari in set più economici e accessibili. Il capo creativo di LEGO Star Wars Jens Kronvold Frederiksen ha spiegato: "Abbiamo cambiato un po' la nostra strategia nel corso degli anni" e ha continuato: "Laddove in passato ne abbiamo spesso tenuti alcuni, in particolare i più importanti, per i prezzi più alti, ora stiamo pensando che i ragazzini, forse i nuovi arrivati in  dei FantasmGuerre stellari, vogliono entrarci.
I designer di LEGO Star Wars hanno annunciato le mini-figurei della Forza a seguito delle modifiche alla plastica trasparente dell'azienda. Frederiksen, "Il motivo per non farlo è che le mini-figure sono realizzate con molti tipi diversi di plastica, perché devono avere abilità e caratteristiche diverse", ha spiegato il direttore del design Michael Lee Stockwell, "Alcune devono essere flessibili, alcune hanno bisogno di usare la forza della frizione e quant'altro", e ha continuato, "Quindi le mani sono di materiale diverso dalle teste, per esempio".
Michael Lee Stockwell ha spiegato perché creare set di gioco basati su nuove serie TV e film è più complicato che creare veicoli. Riferendosi ad un set LEGO basato su The Mandalorian, Stockwell ha spiegato: "Eravamo interessati alla fucina dell'Armaiola già dalla prima stagione, ma non sapevamo abbastanza del contesto" e ha continuato: "Non sapevamo abbastanza di ciò che stava accadendo intorno a questo. Questa è una delle principali differenze tra la progettazione di una nave e un play-set come questo, perché a volte è più facile capire una nave."
I designer di LEGO Star Wars hanno spiegato che il Mandalorian Starfighter (numero del set: 75316) è un ottimo esempio di come decidono quali set produrre. Frederiksen ha spiegato: "Se è qualcosa che è esposto in più posti, allora c'è un'alta probabilità che sia popolare" e ha continuato: "Abbiamo fatto la stessa cosa quando abbiamo creato cose da The Clone Wars. Abbiamo sempre pensato che i set migliori fossero i veicoli che provenivano entrambi dai film prequel, ma anche in The Clone Wars, perché rendiamo felici più persone."

## Set LEGO
LEGO ha prodotto dei set speciali da collezione, che riproducevano il Millennium Falcon (2007), la Morte Nera (2008) e il Super Star Destroyer (2011).
Questi modelli sono considerevolmente più grandi, più dettagliati e costano più degli altri set classici. Molti di essi includono una placca per le informazioni e spesso un espositore. Il 10 ottobre 2007 il Gruppo Lego ha rilasciato una versione UCS del Millennium Falcon, completo di sei minifigure. Con 5195 pezzi, è il più grande set LEGO Star Wars mai pubblicato; e il secondo più grande gruppo mai realizzato, secondo solo alla versione LEGO del Taj Mahal.

## Videogiochi

Logo del videogioco LEGO Star Wars: La saga completa

- LEGO Star Wars: Il videogioco (LEGO Star Wars: The Video Game), sviluppato dalla Traveller's Tales (2005) (basato sulla trilogia prequel di Guerre stellari).
- LEGO Star Wars II: La trilogia classica (LEGO Star Wars II: The Original Trilogy), sviluppato dalla Traveller's Tales (2006) (basato sulla trilogia classica di Guerre stellari).
- LEGO Star Wars: La saga completa (LEGO Star Wars: The Complete Saga ), sviluppato dalla Traveller's Tales (2007) (ha combinato i precedenti due videogiochi in uno unico con vari miglioramenti e funzionalità aggiuntive).
- LEGO Star Wars III: The Clone Wars, sviluppato dalla Traveller's Tales (2011) (basato sul film e sulla serie animata Star Wars: The Clone Wars).[12][13][14]
- LEGO Star Wars: Microfighters, sviluppato dalla Traveller's Tales (2014)
- LEGO Star Wars: Il risveglio della Forza (LEGO Star Wars: The Force Awakens ), sviluppato dalla Traveller's Tales (2016) (basato sul film Star Wars - Il risveglio della Forza).
- LEGO Star Wars: La saga degli Skywalker (LEGO Star Wars: The Skywalker Saga), sviluppato dalla Traveller's Tales (2022) (basato su tutti e nove i film della saga principale di Guerre stellari).[15]

Il presidente della Traveller's Tales Jon Burton ha dichiarato in un'intervista del luglio 2008 con Variety che la serie aveva venduto collettivamente 15 milioni di copie. A partire dal 13 febbraio 2009 LEGO Star Wars: Il videogioco ha venduto oltre 6,8 milioni di copie in tutto il mondo, LEGO Star Wars II ha venduto oltre 8,3 milioni, La Saga completa ha venduto oltre 4,1 milioni e i tre insieme hanno venduto oltre 21 milioni. Nel maggio 2009, Wired ha riportato vendite combinate di 20 milioni. A partire dal 2012 tutti i videogiochi LEGO Star Wars avevano venduto collettivamente più di 30 milioni di copie. Nel 2016 sono stati venduti più di 36 milioni di giochi. Nel 2019 la serie ha venduto più di 50 milioni di copie di videogiochi. Nell'aprile 2022 LEGO Star Wars: La saga degli Skywalker è stato inserito nella top 10 della classifica britannica da Eurogamer e ha venduto più di tre milioni di copie.

## Filmografia
Alcuni personaggi di LEGO Star Wars sono apparsi nel film The LEGO Movie (2014).

### Cortometraggi
- LEGO Star Wars: Revenge of the Brick, regia di Royce Graham, Pete Bregman, Mark Hamill, Bill Horvath e Karl Turkel, cortometraggio per la televisione (2005). È il primo cortometraggio LEGO Star Wars animato al computer. È stato presentato in anteprima su Cartoon Network a metà del 2005, in concomitanza con l'uscita nelle sale de La vendetta dei Sith.[19][20]
- LEGO Star Wars: La ricerca di R2-D2 (Lego Star Wars: The Quest for R2-D2), regia di Peder Pedersen, cortometraggio per la televisione (2009)
- LEGO Star Wars: Bombad Bounty, regia di Peder Pedersen, cortometraggio per la televisione (2010)

### Speciali televisivi
- LEGO Star Wars: La minaccia Padawan (Lego Star Wars: The Padawan Menace), regia di Peder Pederson, cortometraggio per la televisione (2011)
- LEGO Star Wars: L'Impero fallisce ancora (Lego Star Wars: The Empire Strikes Out), regia di Guy Vasilovich, cortometraggio per la televisione (2012)
- LEGO Star Wars Christmas Special (The Lego Star Wars Holiday Special), regia di Ken Cunningham, cortometraggio per il servizio streaming Disney+ (2020)
- LEGO Star Wars Racconti Spaventosi (Lego Star Wars: Terrifying Tales), cortometraggio a tema Halloween per il servizio streaming Disney+ (2021)
- LEGO Star Wars: Summer Vacation è stato pubblicato il 5 agosto 2022 in esclusiva su Disney+ (2022).

### Serie televisive
- LEGO Star Wars: Le cronache di Yoda (Lego Star Wars: The Yoda Chronicles), web serie/serie televisiva (2013-2014)
- LEGO Star Wars: I racconti del droide (Lego Star Wars: Droid Tales), miniserie televisiva (2015)
- LEGO Star Wars: The Resistance Rises, miniserie televisiva (2016)
- LEGO Star Wars: The Freemaker Adventures, serie televisiva (2016-2017)
- LEGO Star Wars: All-Stars, miniserie televisiva (2018). È stata presentata in anteprima su Disney XD il 29 ottobre 2018. È composta da cinque episodi di mezz'ora, il primo dei quali è una raccolta di otto cortometraggi usciti separatamente. Ambientato durante più epoche di Guerre stellari, racconta la storia di altri parenti della famiglia Freemaker, inclusi i loro genitori Pace e Lena durante il periodo di Solo, e la figlia di Zander Moxie durante Episodio VII e Episodio VIII.